# HD 218434
HD 218434 är en gul jätte i Bildhuggarens stjärnbild.
Stjärnan har visuell magnitud +5,60 och är svagt synlig för blotta ögat vid god seeing.